# A Revista
A Revista foi uma revista modernista publicada em 1925 na cidade de Belo Horizonte, Minas Gerais por poetas e artistas de diferentes estados do Brasil, a terceira revista modernista do Brasil e a primeira de Minas Gerais. "Seu interesse é extraordinário não só porque revelou ao Brasil a existência de um grupo característico e atuante, como deu a esse próprio grupo a consciência de sua força e seu valor."

## História
A Revista só teve 3 edições, em julho de 1925, em agosto de 1925 e janeiro de 1926. Como era uma revista modernista, tentavam unir, misturar o velho com o novo trazendo o leitor com entretenimentos como poesias, comerciais de cigarros, de ternos, de perfumes, relatos e notícias que aconteciam, seguindo o conselho de Mário de Andrade em carta a Drummond de "botem bem misturados o modernismo bonito de vocês com o passadismo dos outros. Misturem o mais possível."
No programa da revista, publicado sob o título "Para os Céticos" na primeira edição, constava: "Não somos românticos; somos jovens. [...] Somos pela renovação intelectual do Brasil, renovação que se tornou um imperativo categórico. [...] Depois da destruição do jugo colonial e do jugo escravagista, e do advento da forma republicana, parecia que nada mais havia a fazer senão cruzar os braços. Engano. Resta-nos humanizar o Brasil."
Seus diretores foram Francisco Martins de Almeida e Carlos Drummond de  Andrade, os redatores, Emílio Moura e Gregoriano Canedo, e entre os colaboradores da publicação estavam, entre outros, Manuel Bandeira, Ronald de Carvalho, Mário de Andrade, João Alphonsus, Abgar Renault e Pedro Nava.